# Cuscuta haussknechtii
Cuscuta haussknechtii är en vindeväxtart som beskrevs av Truman George Yuncker. Cuscuta haussknechtii ingår i släktet snärjor, och familjen vindeväxter. Inga underarter finns listade i Catalogue of Life.